# Isola di Umananda
L'isola di Umananda (dall'assamese Uma, altro nome della dea induista Parvati, moglie di Śiva; e ananda, "felicità") è la più piccola isola fluviale del medio Brahmaputra, posta al centro del fiume poco dopo la città di Guwahati nell'Assam, uno stato dell'India settentrionale. All'epoca dell'impero anglo-indiano l'isola era nota anche come Peacock Island (Isola del Pavone) a causa della sua forma.

## Storia
Nel 1694 il re Gadadhar Singha, appartenente alla dinastia Ahom, ordinò al suo ministro Gargaya Handique Phukan di costruire un mandir, oggi noto come tempio di Umananda. Nel 1897, un violento terremoto danneggiò gravemente l'edificio, riparato successivamente da un mercante locale. Il tempio è un punto d'incontro tra Viṣṇuismo e Śivaismo ed è abbellito dalla presenza di manufatti assamesi rappresentanti Ganesha, Śiva, Parvati, Visnù e altre divinità indù.

## Nel mito
Secondo la mitologia indiana, il dio Śiva creò l'isola soltanto per il piacere e la felicità della moglie Parvati. Si crede che lo stesso Śiva abbia vissuto qui sotto forma di Bhayananda. Secondo altri miti, egli bruciò su queste stessa isola Kama con il suo terzo occhio accusandolo di aver interrotto la sua profonda meditazione. Per questo motivo l'isola è alternativamente chiamata anche Bhasmachal, che in assamese vuol dire "mucchio di ceneri".

## Celebrazioni
Sull'isola di Umananda i fedeli sono soliti festeggiare il Maha Shivaratri. Il lunedì è considerato come giorno sacro nel tempio e il novilunio è ritenuto un segno di benedizione per i pellegrini.

## Biodiversità
L'isola ospita una folta comunità di presbiti dorati.
Tra le piante, è particolarmente diffuso il tamarindo.